# Supercoppa di Germania 2006 (pallacanestro)
La Supercoppa di Germania 2006 (ufficialmente BBL Champions Cup 2006) è stata la 1ª edizione della Supercoppa di Germania.
La partita è stata disputata il 21 settembre 2006 presso il Max-Schmeling-Halle di Berlino tra il Cologne 99ers, campione di Germania 2005-06 e e il Alba Berlino, vincitore della DBB-Pokal 2006.

## Finale
| Berlino 21 settembre 2006, ore 19:30 UTC+2 | Alba Berlino | 74 – 75 (16-23, 28-41, 53-59) referto                                                          | Cologne 99ers | Max-Schmeling-Halle (7.161 spett.) |
| \| \| \| \| \| Avery 20 \| Punti \| 15 Mallet \| \| Avery 6 \| Assist \| 4 Mallet \| \| Owens 9 \| Rimbalzi \| 6 Burrell, Gortat, Mallet, McElroy \| \| 8 Owens• 11 Jenkins• 20 Archibong• 21 Avery• 44 Boumtje-Boumtje 5 Herber• 7 Zwiener• 10 Greene• 13 Čanak• 25 Ford \| Formazioni \| 13 Gortat• 20 Mallet• 23 McElroy• 30 Burrell• 31 Grünheid 8 Nađfeji• 12 Talts• 32 Šljivančanin \| \| Henrik Rödl \| Allenatori \| Saša Obradović \| |              |                                                                                                |               |                                    |
| |              |                                                                                                |               |                                    |
| Avery 20 | Punti        | 15 Mallet                                                                                      |               |                                    |
| Avery 6 | Assist       | 4 Mallet                                                                                       |               |                                    |
| Owens 9 | Rimbalzi     | 6 Burrell, Gortat, Mallet, McElroy                                                             |               |                                    |
| 8 Owens• 11 Jenkins• 20 Archibong• 21 Avery• 44 Boumtje-Boumtje 5 Herber• 7 Zwiener• 10 Greene• 13 Čanak• 25 Ford | Formazioni   | 13 Gortat• 20 Mallet• 23 McElroy• 30 Burrell• 31 Grünheid 8 Nađfeji• 12 Talts• 32 Šljivančanin |               |                                    |
| Henrik Rödl | Allenatori   | Saša Obradović                                                                                 |               |                                    |